# Schloss Hohenburg (Steiermark)

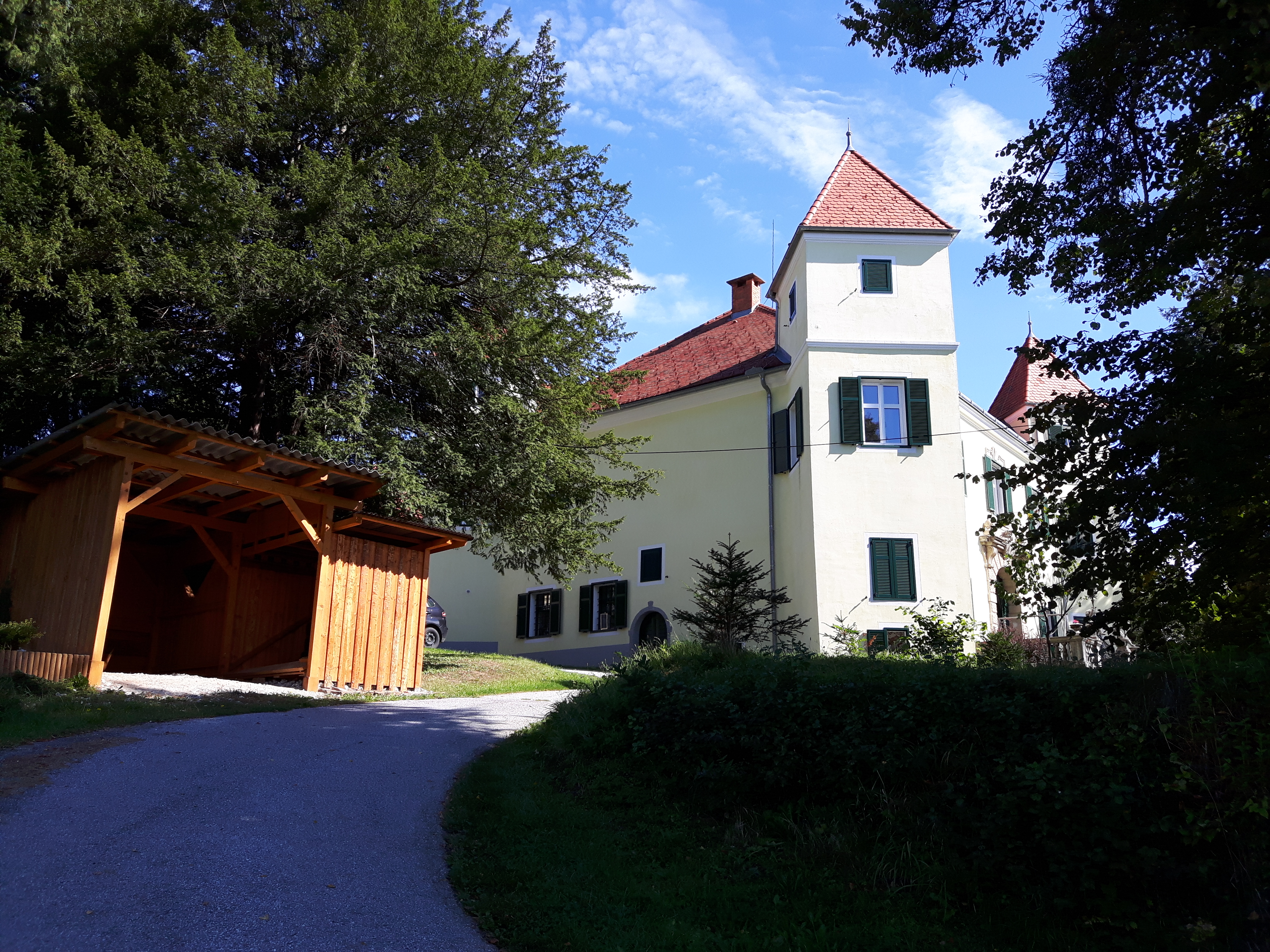
Das Schloss Hohenburg im September 2016

Das Schloss Hohenburg befindet sich im Ortsteil Sankt Johann ob Hohenburg der Gemeinde Söding-Sankt Johann im Bezirk Voitsberg in der Weststeiermark (Österreich). Die Ursprünge des Schlosses gehen bis in die Mitte des 12. Jahrhunderts zurück. Seit der Mitte des 20. Jahrhunderts befindet es sich im Besitz der Familie Winklhofer.

## Standort
Das Schloss befindet sich innerhalb des Ortsgebietes von Sankt Johann ob Hohenburg am Schlossweg. Es steht auf dem östlichen Hang eines schmalen Bergrückens, auf welchen sich auch die Pfarrkirche Sankt Johann ob Hohenburg sowie die Ortschaft selbst befinden.

## Geschichte
Das Gebiet um Sankt Johann ob Hohenburg gehörte einst den Eppensteinern, von welche es an die Herren von Wildon kam. Die Ligister, Dienstmannen der Wildoner, errichteten im 13. Jahrhundert an der Stelle des heutigen Schlosses einen Wehrbau. Es dürfte sich dabei um ein kleines Festes Haus gehandelt haben, da im 14. Jahrhundert die Wehranlage als „Hof Hochenberg“ bezeichnet wurde. Der letzte aus dem Geschlecht der Ligister, Friedrich Lubgaster vermachte den Sitz im Jahr 1471 Ernst Prankher. Prankher verpfändete noch im selben Jahr das Anwesen an Irg von Kainach, löste 1490 den Pfandbesitz jedoch wieder ein. Nach der Familie Pranckh wurde der Ansitz auch „Prankerhof“ genannt, obwohl diese nicht dort, sondern auf der Burg Plankenwarth wohnten.
Im Jahr 1550 kaufte Offo von Teufenbach den kleinen Ansitz. Im folgten 1580 Hans Christof Scheidt sowie 1600 Polykarp Freiherr von Scheidt und nach ihm dessen Tochter Barbara Constantia Freiin von Khuenberg im Besitz nach. In jener Zeit dürfte das Anwesen zu seiner heutigen Form ausgebaut worden sein. Hans Christoff Jell zum Bach erwarb 1628 Hohenburg, von welchem es 1676 an seinen Schwiegersohn Martin Moll von Fuchsthal ging. Da dessen Schwiegersohn im Jahr 1683 900 Männer aus der Herrschaft nach Wien entsetzt und dadurch hohe Schulden angehäuft hatte, musste seine Frau Maria Gräfin Khuenburg 1701 den Besitz an Ernst Franz Josef Freiherr von Jabornegg verkaufen. Maximiliana Gräfin Trautmannsdorf kaufte die Herrschaft 1710, häufte jedoch so hohe Schulden an, das ein Kurator eingesetzt werden musste. Dieser verkaufte die bereits stark herabgekommene Hohenburg an Maria Ludwig Graf Saurau, welcher die Wirtschaftsgebäude an den Pfarrer von Ligist verpachtete um die Schuldenlast etwas zu verringern. Als 1783 der damals noch minderjährige Graf Zeno die Herrschaft erbte standen einem Besitzwert von etwa 12300 Gulden Schulden in der Höhe von 27500 Gulden gegenüber. Anton Hafner kaufte das Schloss, auf welchen er zuvor als Verwalter tätig war, im Jahr 1810. Es kam danach zu häufigeren Wechsel der Besitzer, welche jedoch großteils Bürgerliche waren. Schloss Hohenburg war Ende des 19. Jahrhunderts im Besitz des Baron von Uechtritz. Baronin Irene von Uechtritz (spätere Freifrau von Fresenburg) wurde auf Schloss Hohenburg geboren. Seit der zweiten Hälfte des 20. Jahrhunderts befindet sich das Schloss im Besitz der Familie Winklhofer.

## Schloss
Beim Schloss handelt es sich um einen zweigeschoßigen Baublock im Stile der Renaissance mit rechteckigem Grundriss sowie vier schräg eingestellten Ecktürmen, der in seiner heutigen Form aus dem 16. Jahrhundert stammt. Die Zeltdächer der Türme stehen nur etwas über das Walmdach des Schlosses hinaus. Die Fassaden des Hauptgebäudes sind glatt und schmucklos während an der Fassade der Türme ein schmaler Sims das oberste Stockwerk von den darunterliegenden Stockwerken trennt. Das ebenfalls im Renaissancestil gestaltete, rundbogige Eingangstor weist Rustizierungen auf. Über dem Portal befindet sich ein um 1914 von Hynek Ruzcicka angebrachtes, modernes Wappen. Vor dem Portal befindet sich eine kleine, durch eine steinerne Balustrade begrenzte Terrasse mit zwei davor stehenden, laternentragenden Puttenfiguren aus Stein.
Die Stützmauern der Gartenterrassen bestehen zu Teilen aus den Resten der einstigen Wehrmauern, welche das Schloss umgaben. Eine Steintreppe führt vom Garten zum Eingangsportal.